# Campo Grande, Alagoas
Campo Grande là một đô thị que fica localizado no sudoeste de Alagoas. Đô thị này có dân số 8.855 người và diện tích là 166 km² (53,34 h/km²).
Phía bắc giáp đô thị Lagoa da Canoa, phía nam là đô thị Olho d'Água Grande, phía đông là các đô thị Feira Grande và Porto Real do Colégio và phía tây là các đô thị Girau do Ponciano và Traipu.